# Станишинци
Станишинци су насеље у Србији у општини Врњачка Бања у Рашком округу. Према попису из 2022. било је 197 становника.

## Демографија
У насељу Станишинци живи 346 пунолетних становника, а просечна старост становништва износи 48,4 година (46,3 код мушкараца и 50,7 код жена). У насељу има 154 домаћинства, а просечан број чланова по домаћинству је 2,54.
Ово насеље је великим делом насељено Србима (према попису из 2002. године), а у последња три пописа, примећен је пад у броју становника.
|  |

| Демографија | Демографија | Демографија |
| Година      | Становника  | Становника  |
| ----------- | ----------- | ----------- |
| 1948.       | 934         |             |
| 1953.       | 935         |             |
| 1961.       | 922         |             |
| 1971.       | 772         |             |
| 1981.       | 665         |             |
| 1991.       | 473         | 472         |
| 2002.       | 391         | 394         |

| Етнички састав према попису из 2002.‍ | Етнички састав према попису из 2002.‍ | Етнички састав према попису из 2002.‍ | Етнички састав према попису из 2002.‍ | Етнички састав према попису из 2002.‍ |
| ------------------------------------ | ------------------------------------ | ------------------------------------ | ------------------------------------ | ------------------------------------ |
|                                      |                                      |                                      |                                      |                                      |
| Срби                                 | Срби                                 |                                      | 387                                  | 98,97%                               |
| Црногорци                            | Црногорци                            |                                      | 1                                    | 0,25%                                |
| Хрвати                               | Хрвати                               |                                      | 1                                    | 0,25%                                |
| Мађари                               | Мађари                               |                                      | 1                                    | 0,25%                                |
| Југословени                          | Југословени                          |                                      | 1                                    | 0,25%                                |
| непознато                            | непознато                            |                                      | 0                                    | 0,0%                                 |

| Година пописа     | 1948. | 1953. | 1961. | 1971. | 1981. | 1991. | 2002. |
| ----------------- | ----- | ----- | ----- | ----- | ----- | ----- | ----- |
| Број домаћинстава | 120   | 119   | 158   | 154   | 151   | 140   | 154   |

| Број чланова      | 1  | 2  | 3  | 4  | 5 | 6 | 7 | 8 | 9 | 10 и више | Просек |
| ----------------- | -- | -- | -- | -- | - | - | - | - | - | --------- | ------ |
| Број домаћинстава | 35 | 56 | 29 | 22 | 8 | 2 | 0 | 1 | 1 | 0         | 2,54   |

| Пол    | Укупно | Неожењен/Неудата | Ожењен/Удата | Удовац/Удовица | Разведен/Разведена | Непознато |
| ------ | ------ | ---------------- | ------------ | -------------- | ------------------ | --------- |
| Мушки  | 188    | 51               | 116          | 15             | 5                  | 1         |
| Женски | 166    | 15               | 112          | 36             | 2                  | 1         |
| УКУПНО | 354    | 66               | 228          | 51             | 7                  | 2         |

| Пол    | Укупно                    | Пољопривреда, лов и шумарство | Рибарство                            | Вађење руде и камена | Прерађивачка индустрија       |
| ------ | ------------------------- | ----------------------------- | ------------------------------------ | -------------------- | ----------------------------- |
| Мушки  | 100                       | 52                            | 0                                    | 0                    | 5                             |
| Женски | 43                        | 31                            | 0                                    | 0                    | 0                             |
| УКУПНО | 143                       | 83                            | 0                                    | 0                    | 5                             |
| Пол    | Производња и снабдевање   | Грађевинарство                | Трговина                             | Хотели и ресторани   | Саобраћај, складиштење и везе |
| Мушки  | 0                         | 4                             | 2                                    | 11                   | 12                            |
| Женски | 0                         | 0                             | 0                                    | 7                    | 0                             |
| УКУПНО | 0                         | 4                             | 2                                    | 18                   | 12                            |
| Пол    | Финансијско посредовање   | Некретнине                    | Државна управа и одбрана             | Образовање           | Здравствени и социјални рад   |
| Мушки  | 0                         | 4                             | 2                                    | 1                    | 1                             |
| Женски | 0                         | 2                             | 0                                    | 2                    | 1                             |
| УКУПНО | 0                         | 6                             | 2                                    | 3                    | 2                             |
| Пол    | Остале услужне активности | Приватна домаћинства          | Екстериторијалне организације и тела | Непознато            | Непознато                     |
| Мушки  | 4                         | 0                             | 0                                    | 2                    | 2                             |
| Женски | 0                         | 0                             | 0                                    | 0                    | 0                             |
| УКУПНО | 4                         | 0                             | 0                                    | 2                    | 2                             |

## Познате особе
- сликар Драгољуб Босић[4]